# Palácio de São Miguel
O Palácio de São Miguel localiza-se na Vila dos Remédios, na ilha de Fernando de Noronha, no estado de Pernambuco, no Brasil. Constitui-se na sede da administração do arquipélago de Fernando de Noronha.

## História
O imóvel foi edificado em 1947-1948 como sede da administração do antigo Território Federal de Fernando de Noronha, sobre as ruínas da antiga "Directoria do Presídio". Esta constituía-se num casarão colonial erguido no centro da praça de armas da Vila dos Remédios, de um só pavimento, acedido por uma grande escadaria, com janelas ogivais.
A construção foi executada com mão de obra da própria ilha, sob a coordenação do ex-preso político comunista Mariano Lucena.
Em alguns períodos de governo, o pavimento inferior serviu como residência do Governador do Território de Fernando de Noronha.
No seu interior, em algumas paredes foram deixadas evidências da construção anterior, em pedra, fruto da mão-de-obra carcerária então existente. Encontra-se decorado com mobiliário de meados do século XX, duas telas de grande porte, de autoria do paulista José Wasth Rodrigues (1891-1957), que ali esteve para o efeito, e um vitral representando o arcanjo São Miguel, em tamanho natural, de autoria da vitralista pernambucana Aurora de Lima, discípula do artista alemão Henri Moser. Este vitral sofreu intervenção de restauro no 2000, a cargo de seguidores da escola de Moser.